# Шёненверд
Шёненверд (нем. Schönenwerd) — коммуна в Швейцарии, в кантоне Золотурн.
Входит в состав округа Ольтен. Население составляет 4716 человек (на 31 декабря 2007 года). Официальный код — 2583.

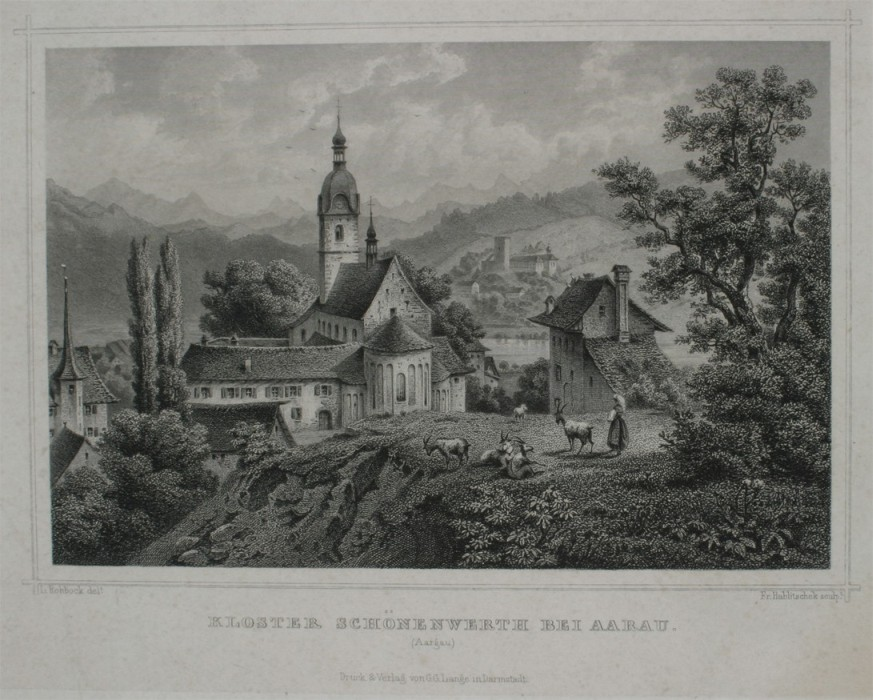
Шёненверд